# 新北市立三重高級中學
新北市立三重高級中學，簡稱三重高中、重中，為新北市一所完全中學，設有普通班、美術班（國中部與高中部）、體育班（高中部）、語文實驗班（高中部），國中部及高中部普通班、資源班、特教班、才藝班、體育班、國中部及高中部社團。
2014年11月與日本兵庫縣蘆屋高校簽訂互相友好協定，2016年11月30日與蘆屋高校締結姐妹校。

## 重大活動
每學年度上學期（10月中旬）前往日本關西地區進行國際交流。下學期（4月中旬）則是前往關東地區。

## 校史
- 1961年原台北縣政府令利用新莊農校原址（三重市重安街101號）籌設縣立三重初級中學。原新莊農校則奉准遷往泰山（泰山高中現址）。

- 1962年7月，三重初級中學籌設完成。是時新莊農校新校舍尚未完工，兩校學生併同一校上課，由李加楓兼任兩校校長。12月1日奉頒校印正式啟用，遂定是日為校慶。

- 1962年8月1日創校，為「臺北縣立三重初級中學」

- 1963年9月25日，新莊農校遷往泰山

- 1964年11月26日，蔣中正總統任命李加楓校長為「臺灣省臺北縣立三重初級中學校長」

- 1968年8月1日因應全國實施九年國民義務教育，改制「臺北縣立三重國民中學」

- 1991年12月8日，成立「財團法人臺北縣立三重國民中學教育發展基金會」，獎勵清寒且勤勉向學之學生。

- 1993年2月，設置特教班，輔導智能不足學生；6月設美術班，培養學生特殊才藝；7月18日，榮獲省府頒發『八十四年度推動環境保護有功特優學校』獎。

- 1998年8月1日，改制為「臺北縣立三重中學」，成臺北縣完全中學。

- 2001年8月1日，依高級中學法更改校名為「臺北縣立三重高級中學」，成為縣立高中。

- 2006年9月，榮獲教育部縣市立完全中學資本門執行成效評鑑全國特優。

- 2007年4月全國中等學校運動會獲高中女子網球金、銀牌各一面。

- 2010年12月25日，因應行政區劃調整，臺北縣升格為新北市，更名為「新北市立三重高級中學」。
- 2011年（民國100年）11月國立三重高中校務會議投票通過更名為「新北市立新北高級中學」[3]，兩校校名將不會重複。

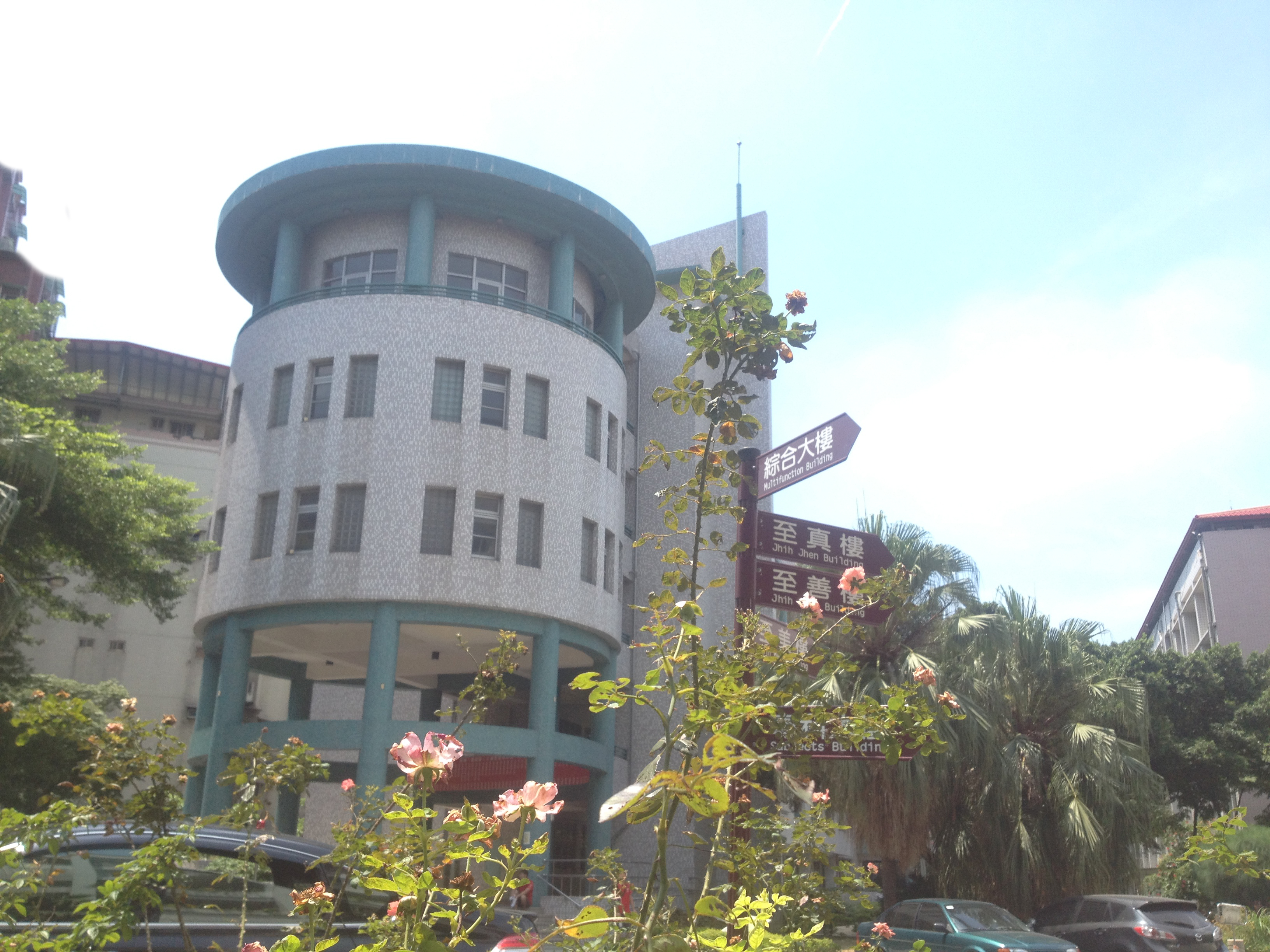
新北市立三重高中至聖樓

## 歷任校長
|              | 歷任校長 | 起訖時間              |
| ------------ | -------- | --------------------- |
| 首任校長     | 李加楓   | 1964年11月至1972年7月 |
| 第二任校長   | 鄭佩     | 1972年8月至1982年7月  |
| 第三任校長   | 劉建昌   | 1982年8月至1987年7月  |
| 第四任校長   | 顧延畢   | 1987年8月至1991年2月  |
| 代理校長     | 周政吉   | 1991年2月至1991年7月  |
| 第五任校長   | 鄭明勇   | 1991年8月至1993年7月  |
| 第六任校長   | 楊德平   | 1993年8月至1999年7月  |
| 第七任校長   | 王仁宏   | 1999年8月至2004年7月  |
| 第八任校長   | 江書良   | 2004年8月至2012年7月  |
| 第九任校長   | 陳瑛姍   | 2012年8月至2018年7月  |
| 第十任校長   | 莫恒中   | 2018年8月至2024年7月  |
| 第十一任校長 | 曾慧媚   | 2024年8月迄今         |

## 學生自治組織
- 新北市立三重高中班級聯合自治會（簡稱「班聯會」）

## 外部連結
- 新北市立三重高級中學 （页面存档备份，存于）